# ジル・エルブグレン
ジル・エルブグレン（Gil Elvgren、1914年3月15日-1980年2月29日）は、アメリカ合衆国の画家。ピンナップや広告、イラストレーションの分野で活動。販促品の会社「Brown & Bigelow」のピンナップでよく知られる。American Academy of Art出身。チャールズ・ダナ・ギブソン、アンドリュー・ルーミス、Howard Chandler Christyといったイラストレーターに強く影響を受けている。その他、ブランデーワイン派（ハワード・パイルと弟子たち）のイラストレーターたちの影響もある。

## 経歴
1914年3月15日、Alex & Goldie Elvgrenのもと、ミネソタ州セントポールに生まれる。出生名Gillette A. Elvgren。父はスウェーデン移民で、塗装業を営んでいた。幼少期より絵画、木彫り、模型飛行機を通して芸術の才能を発揮。浴室で石鹸を彫刻したこともある。
1932年、ハイスクール卒業。ミネソタ大学入学（建築学専攻）。ミネソタ州ミネアポリスのミネアポリス美術館(Minneapolis Institute of Art)で美術の勉強を始める。絵画への情熱と高校時代の恋人Janet Cecilia Cumminsへの愛をあきらめきれず、ジャネットの父（セントポールの著名な弁護士）の反対もあって1933年、イリノイ州シカゴに駆け落ち。
シカゴに移り、1936年、American Academy of Art卒業。ここではBill Mosbyのもと学ぶが、後に友人・そして同業者となるアーティストたちと出会う（Thornton Utz, Coby Whitmore, Andrew Loomis, Bob Skemp, Al Buell, Edwin Henry, Harry Anderson）。
卒業後セントポールに戻り、最初のスタジオを開設。Brown & Bigelowのためにディオンヌ家の五つ子姉妹の絵を描く。大成功を収める。2度目の大きなブレイクはLouis F. Dowのカレンダーと活動写真（mutoscope）のピンナップの成功である（1937年）。出版社Louis F. Dowのために28×22インチのカンバスに60枚の作品を残した。この時期の作品は印刷されたサイン（signature）により識別できる。
1939年ころ、再びシカゴに居を構える。Stevens/Grossのスタジオに加わる。The Coca-Cola Company（コカ・コーラ社）のために最初の作品を制作。これは彼にとって、コカ・コーラ社にとって、アメリカ広告アートの歴史にとって重大な意味を持つ。
1940年、モデル直接ではなく写真を見てピンナップなどを制作する手法を採用(モデルにはピンナップと同じポーズをとってもらい撮影)。なお、完成した絵画と写真ではモデルの体形などが異なる場合もあったが、これは彼の裁量で理想化された女性像を表現したものである。
第二次世界大戦開戦前、American Academy of Artでいくつかの授業を受け持つ。大戦中、多くの彼の作品が飛行機のノーズアートに採用された
また、ベティ・グレイブルのピンナップがGIの間で人気を博し、彼らのロッカールームに多く貼られた。

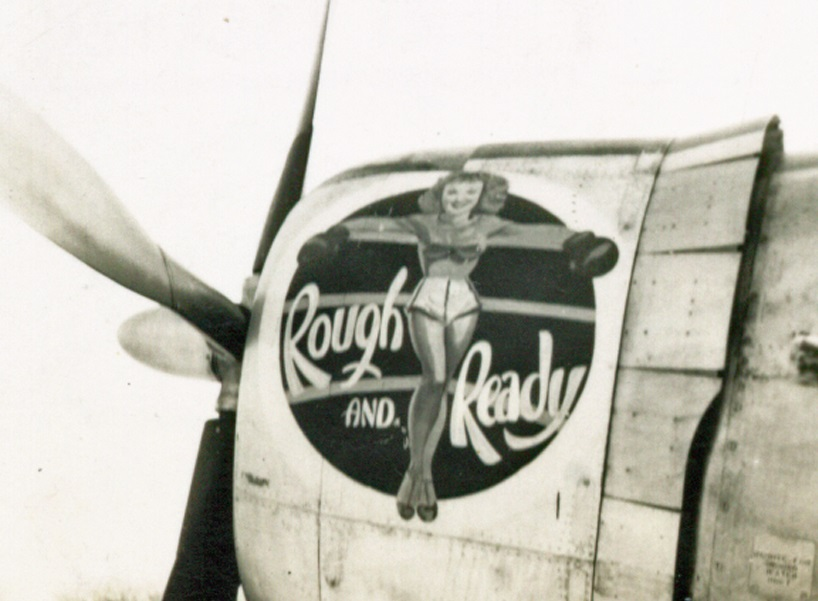
ノーズアート

1941年から1956年までイリノイ州クック郡ウィネッカに暮らす。初め借家を借りるが、後にラッセル・S・ウォルコットが1920年に設計した家を購入。屋根裏部屋を改装したスタジオで制作に励む。
1944年、カレンダーや宣伝グッズの会社Brown & Bigelowと契約を結ぶ。1945年から1972年までBrown & Bigelowと関係を持った。主としてカレンダーのために1枚当たり1000ドルで年間24枚のピンナップを制作するが、これによって「アメリカで最も高給取りのイラストレーターの一人」となる（伝記作家のチャールズ・マルティネットによる）。この間、30×24インチのカンバスを使用するが、その後30年間使い続ける。また、筆記体でサインを行う（晩年まで）。また、1945年から約10年間、カレンダー会社Joseph C. Hoover and Sonsと契約。
1951年、ウィネッカに写真スタジオを開設、撮影助手を雇う。彼のクライアントはBrown & Bigelowとザ コカ・コーラ カンパニーから、いまやゼネラル・エレクトリックやSealy Corporation、オバルチンにまで広がっていた。
1940年代から1950年代にかけて、雑誌のイラストも手掛ける（サタデー・イブニング・ポスト, Good Housekeepingなど）。
1956年、フロリダ州サラソータに移る。
1966年、妻ジャネット（彼のモデルを務めたことがある）、がんにより死去。後にMarjorie Shuttleworth（彼のモデルを務めたことがある）と再婚。
1970年代、雑誌の広告がカラー写真を採用するようになるとピンナップの流行は下火になり、仕事の依頼も減少した。1980年、死去。2010年以降、ピンナップに対する関心が再び高まり、彼の作品も収集価値を認められている。2011年にはGay Nymphという作品が28万6800米ドルで落札された。2022年にはThunderballというポスターの原画が27万5000米ドルで落札された。

### 私生活
1938年、第1子Karen誕生。1942年、第2子Gillette, Jr.誕生。1944年、第3子Drake誕生。

### その他
ドナ・リード(女優)、キム・ノヴァク(女優)、マーナ・ロイ(女優)、Lola Albright(歌手・女優)などのハリウッドの美女が彼のモデルになった。また、マーナ・ハンセン(女優。Miss USA 1953)、アーレン・ダール(女優)、バーバラ・ヘイル(女優)、Janet Rae(女優)は何度もモデルになった。彼は理想のピンナップモデルについて、「20歳の体に15歳の顔」と発言したことがあり、しばしば両者を組み合わせた。

### 出版
- Max Allan Collins; Drake Elvgren (1998). Elvgren: His Life & Art. Collectors Pr. ISBN 1-888054-05-0
- Max Allan Collins (1997). Gil Elvgren: The Wartime Pin-Ups Vol.1. Collectors Pr. ISBN 1-888054-08-5